# Portland (Maine)
Portland ist eine City im Cumberland County im US-Bundesstaat Maine. Portland hatte bei der US-Volkszählung 2020 eine Einwohnerzahl von 68.408 auf einer Fläche von 136,2 km². Die Hafenstadt mit einem großen Seehafen ist die größte City im Cumberland County und Verwaltungssitz (Shire Town) des Countys.

## Geografie
Nach dem United States Census Bureau hat der Ort eine Gesamtfläche von 136,2 km², von denen 54,9 km² Land und 81,3 km² Wasser sind.

### Geografische Lage
Portland ist eine Stadt im südlichen Cumberland County und liegt an der Casco Bay, am Atlantischen Ozean. Die Hafenstadt Portland liegt auf einer knapp 5 km langen und 1,6 km breiten Halbinsel an der Mündung des Fore Rivers in die Casco Bay, gegenüber von South Portland, mit der sie über eine Brücke verbunden ist. Zur City von Portland gehören auch weitere Inseln in der Casco Bay, die nur mit einem Schiff oder per Fähre erreichbar sind. Portland ist die Hafenstadt der Vereinigten Staaten, die Europa am nächsten liegt.

### Nachbargemeinden
Alle Entfernungen sind als Luftlinien zwischen den offiziellen Koordinaten der Orte aus der Volkszählung 2010 angegeben.
- Norden: Falmouth, 11,0 km
- Osten: Long Island in der Casco Bay, 3,8 km
- Süden: South Portland, 11,2 km
- Westen: Westbrook, 18,8 km

### Stadtgliederung
Portland gliedert sich in Neighborhoods. Zu diesen gehören:
- Arts District mit Galerien, Theatern, Museen und dem Maine College of Art.
- Back Cove ein Stadtgebiet, welches an das Ästuar-Becken von Portland angrenzt.
- North Deering das nördlichste Stadtgebiet, in North Deering sind die meisten historischen Gebäude erhalten geblieben, da North Deering zumeist von den Feuern verschont geblieben war.
- East Deering der östlichste Stadtteil, in East Deering befindet sich der Payson Park mit dem Longfellow Arboretum.
- Deering Highlands wurde im 19. Jahrhundert auf einem Hügel errichtet.
- Libbytown ein Stadtteil im Süden von Portland, die Interstate 295 führt durch Libbytown.
- Nasons Corner gehörte ursprünglich zur Town von Deering, wurde 1899 gemeinsam mit Deering nach Portland eingemeindet.
- Rosemont gelegen zwischen Oakdale, Nasons Corner, Libbytown und Deering Center gehört somit zu den Gebieten von Portland, die sich nicht auf der Halbinsel befinden.
- Oakdale in Oakdale befindet sich der Campus der University of Southern Maine
- East Bayside gelegen an der Ästuar-Becken Back Cove war im 19. Jahrhundert der zweite Seehafen von Portland.
- Deering Center ursprünglich eine eigenständige Town wurde 1899 nach Portland eingemeindet.
- Munjoy Hill mit dem Portland Observatory
- Old Port bekannt ist  der Stadtteil für seine mit Kieselsteinen gepflasterten Straßen, Boutiquen, Restaurants und Bars.
- Saint John Valley ist ein erst 2008 gegründeter Stadtteil zwischen Libbyton, Parkside und West End.
- Stroudwater ist der südwestlichste Stadtteil von Portland, der Flughafen Portland (Maine) befindet sich dort.
- Portland Financial District, wo viele Banken, wie die Key Bank, die Bank of America, oder die TD Commerce Bank angesiedelt sind.
- West End befinden sich einige der historischen Bauten von Portland und auch das Mercy Hospital
- Islands: zu Portland gehört auch ein Teil der in der Casco Bay liegenden Inseln, z. B.: Little Diamond Island, Great Diamond Island und Peaks Island.[5]

## Klima

### Klimatabelle
|                       | Jan   | Feb   | Mär  | Apr   | Mai  | Jun  | Jul  | Aug  | Sep  | Okt  | Nov   | Dez   |   |         |
| Mittl. Tagesmax. (°C) | −0,9  | 0,6   | 5,2  | 11,3  | 17,3 | 22,6 | 26,0 | 25,2 | 20,7 | 14,8 | 8,3   | 1,7   | ⌀ | 12,8    |
| Mittl. Tagesmin. (°C) | −11,4 | −10,3 | −4,2 | 1,2   | 6,3  | 11,2 | 14,6 | 13,9 | 9,4  | 3,5  | −0,9  | −7,9  | ⌀ | 2,2     |
|                       |       |       |      |       |      |      |      |      |      |      |       |       |   |         |
| Niederschlag (mm)     | 89,7  | 84,6  | 93,2 | 103,6 | 91,9 | 87,4 | 78,5 | 72,9 | 78,5 | 99,1 | 131,3 | 115,6 | Σ | 1.126,3 |
|                       |       |       |      |       |      |      |      |      |      |      |       |       |   |         |
| Regentage (d)         | 8,5   | 7,5   | 8,9  | 8,9   | 9,2  | 9,1  | 7,7  | 7,5  | 6,7  | 7,5  | 9,6   | 9,7   | Σ | 100,8   |

| −11,4 |

| −10,3 |

| −4,2 |

| 1,2 |

| 6,3 |

| 11,2 |

| 14,6 |

| 13,9 |

| 9,4 |

| 3,5 |

| −0,9 |

| −7,9 |

| −11,4 |

| −10,3 |

| −4,2 |

| 1,2 |

| 6,3 |

| 11,2 |

| 14,6 |

| 13,9 |

| 9,4 |

| 3,5 |

| −0,9 |

| −7,9 |

## Geschichte
Die Abenaki, die die Gegend besiedelten, nannten diese Machigonne (Großer Hals). Bereits 1632 wurde die Hafenstadt Portland als Handels- und Fischersiedlung gegründet. Überfälle in den Jahren 1675 und 1690 durch die Indianer dezimierten die weiße Bevölkerung. Im Jahr 1690 wurden alle Siedler bei dem Überfall getötet. Samuel Moody gründete den Hafen von Portland im Jahr 1716. Er nannte ihn Falmouth Neck. Im Amerikanischen Unabhängigkeitskrieg wurde Portland durch die britischen Truppen bombardiert und niedergebrannt. Wiederaufgebaut wurde es im Jahr 1786.
Mit der Unabhängigkeit von Massachusetts im Jahr 1820 wurde Portland bis zum Jahr 1831 zur Hauptstadt von Maine. Cyrus Hermann Kotzschmar Curtis Verleger, Sohn der Stadt und im Jahr 1850 geboren, bot der City nach einem Feuer im Jahr 1908, welches die City Hall beschädigte an, in der neuen City Hall eine Orgel zu errichten. Diese wurde von der Austin Organ Company of Hartford gebaut und sollte ein Denkmal für Hermann Kotzschmar sein. Kotzschmar, ein deutscher Einwanderer war seit 47 Jahren Organist der ersten Pfarrkirche Unitarian Universalist in Portland. Die Kotzschmar Memorial Orgel ist bis zum heutigen Tag ein wesentliches Merkmal der Portland City Hall.
Ein großer Brand am Unabhängigkeitstag, dem 4. Juli 1866 zerstörte einen großen Teil von Portland. Ein achtlos geworfener Feuerwerkskörper setzte ein Geschäft auf der Commercial Street in Brand, das Feuer griff auf das Brown Sugar House über und von dort diagonal durch die Stadt. Es verbreitete sich fächerförmig. Komplette Straßenzüge, einschließlich massiver Lagerhäuser, Kirchen und Wohnhäuser wurden zerstört. Das Feuer endete in der Nähe des Munjoy Hills. Etwa 1.500 Gebäude in 58 Straßenzügen wurden zerstört. Dadurch wurden etwa 10.000 Einwohner obdachlos. Im Zuge des Wiederaufbaus, wurden die alten Straßen verbreitert und begradigt. Nach etwa zehn Jahren waren die Trümmer beseitigt und Portland fast ganz wieder aufgebaut.
Im Ersten Weltkrieg brach der Handel in Portland ein, lebte nach dem Ende des Krieges jedoch wieder auf.

### Einwohnerentwicklung
| Volkszählungsergebnisse – City of Portland, Maine | Volkszählungsergebnisse – City of Portland, Maine | Volkszählungsergebnisse – City of Portland, Maine | Volkszählungsergebnisse – City of Portland, Maine | Volkszählungsergebnisse – City of Portland, Maine | Volkszählungsergebnisse – City of Portland, Maine | Volkszählungsergebnisse – City of Portland, Maine | Volkszählungsergebnisse – City of Portland, Maine | Volkszählungsergebnisse – City of Portland, Maine | Volkszählungsergebnisse – City of Portland, Maine | Volkszählungsergebnisse – City of Portland, Maine |
| Jahr                                              | 1700                                              | 1710                                              | 1720                                              | 1730                                              | 1740                                              | 1750                                              | 1760                                              | 1770                                              | 1780                                              | 1790                                              |
| ------------------------------------------------- | ------------------------------------------------- | ------------------------------------------------- | ------------------------------------------------- | ------------------------------------------------- | ------------------------------------------------- | ------------------------------------------------- | ------------------------------------------------- | ------------------------------------------------- | ------------------------------------------------- | ------------------------------------------------- |
| Einwohner                                         |                                                   |                                                   |                                                   |                                                   |                                                   |                                                   |                                                   |                                                   |                                                   | 2240                                              |
| Jahr                                              | 1800                                              | 1810                                              | 1820                                              | 1830                                              | 1840                                              | 1850                                              | 1860                                              | 1870                                              | 1880                                              | 1890                                              |
| Einwohner                                         | 3704                                              | 7169                                              | 8581                                              | 12598                                             | 15218                                             | 20815                                             | 26341                                             | 31413                                             | 33810                                             | 36425                                             |
| Jahr                                              | 1900                                              | 1910                                              | 1920                                              | 1930                                              | 1940                                              | 1950                                              | 1960                                              | 1970                                              | 1980                                              | 1990                                              |
| Einwohner                                         | 50145                                             | 58571                                             | 69272                                             | 70810                                             | 73643                                             | 77634                                             | 72566                                             | 65116                                             | 61572                                             | 64358                                             |
| Jahr                                              | 2000                                              | 2010                                              | 2020                                              | 2030                                              | 2040                                              | 2050                                              | 2060                                              | 2070                                              | 2080                                              | 2090                                              |
| Einwohner                                         | 64249                                             | 66194                                             | 68408                                             |                                                   |                                                   |                                                   |                                                   |                                                   |                                                   |                                                   |

## Politik

### Städtepartnerschaften
- Shinagawa, Japan
- Archangelsk, Russland
- Cap-Haïtien, Haiti
- Mytilini, Griechenland

## Kultur und Sehenswürdigkeiten

### Museen

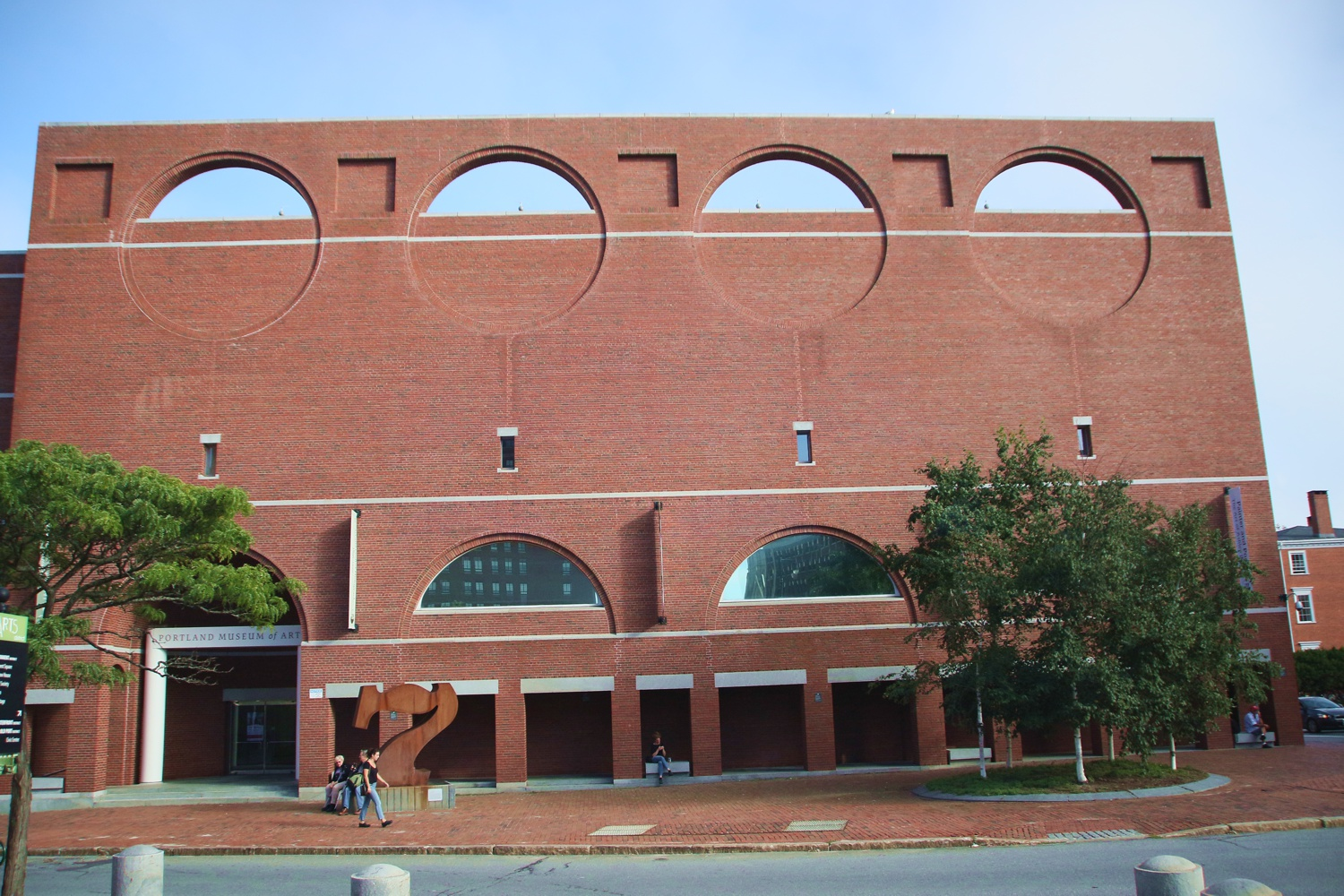
Erweiterungsbau des Portland Museum of Art

Das Portland Museum of Art wurde im Jahr 1882 gegründet. Es ist das größte Kunstmuseum in Maine und zeigt neben einer Sammlung europäischer Kunst vom Impressionismus bis zur Gegenwart, vor allem Malerei von in Maine tätigen Künstlern.

### Historische Objekte
In Portland steht das historische McLellan-Sweat Mansion (auch bekannt als L.D.M. Sweat Memorial Art Museum oder Sweat Mansion). Das Herrenhaus befindet sich in der High Street auf Nummer 111. Das im Jahr 1800 errichtete Gebäude wurde am 5. März 1970 vom National Register of Historic Places als historisches Denkmal mit der Nummer 70000073 aufgenommen. Es wurde ebenso im National Historic Landmark eingeschrieben. Im National Register of Historic Places werden für Portland 88 Objekte gelistet. Unter ihnen das 1755 errichtete Tate House, heute ein Museum oder das Fort Gorges.
Das Portland Observatory wurde 1807 errichtet. Der Turm ist ein Holzfachwerkturm mit steinernem Fundament. Er ist der letzte maritime Signalturm in den Vereinigten Staaten. 2006 wurde er von der American Society of Civil Engineers in die List of Historic Civil Engineering Landmarks aufgenommen.

### Parks
Einer der ältesten Parks in Portland ist der Riverton Trolley Park. Er wurde im Jahr 1896 errichtet. Zur Jahrhundertwende war er eine der größten Attraktionen in Portland. Er bestand bis 1929. Im Park gab es neben Wanderwegen durch die Wälder, ein Casino, ein Amphitheater, eine Tanzhalle und einen Streichelzoo. Für die Besucher, die aus Portland im Trolley anreisten, wurden Bootsfahrten auf dem Presumpscot River, Konzerte im Musikpavillon, Krocket Spiele und Varieté-Shows im Freilufttheater angeboten. Heute ist er als Wandergebiet erhalten.

### Sport
Die Maine Red Claws spielen Basketball in der NBA Development League. Sie tragen ihre Heimspiele im Portland Exposition Building aus und sind das Farmteam der Boston Celtics.

## Wirtschaft und Infrastruktur
Portland ist landesweit für die Sitze großer Versicherungsunternehmen und Banken bekannt (Portland Financial District), besonders aber für seinen alten Hafen, der viele Touristen anzieht, sowie für den berühmten Leuchtturm, das Portland Head Light.

### Verkehr
Portland verfügt über einen internationalen Flughafen sowie mehrere Bahnhöfe. Von 1863 bis 1941 hatte Portland außerdem einen Straßenbahnbetrieb.
Im Jahr 1873 wurde die Boston and Maine Railroad von South Berwick nach Portland erweitert und im Jahre 1875 die Portland and Rochester Railroad fertiggestellt. Im selben Jahr ebenfalls die Portland and Ogdensburg Railway.

### Öffentliche Einrichtungen
Das Maine General Hospital eröffnete im Jahre 1874 mit 40 Betten, die Maine Eye and Ear Infirmary im Jahr 1890 und die Kinderklinik im Jahr 1908. Eine Zusammenführung dieser drei Einrichtungen zum Maine Medical Center  erfolgte im Jahr 1951. Die katholische Diözese von Portland eröffnete das Queens Hospital im Jahr 1918 für die Opfer der Spanischen Grippe-Epidemie von 1918. Es wurde von den Sisters of Mercy betrieben und daher später in Mercy Hospital umbenannt.

### Friedhöfe
Es gibt 16 Friedhöfe auf dem Gebiet der City von Portland, wobei auf dem Kleinsten nur 21 Verstorbene aus dem Krieg von 1812 liegen. Auf dem größten Teil dieser Friedhöfe finden jedoch kaum noch Beerdigungen statt. Lediglich auf zwei der Friedhöfe, auf dem Evergreen und dem Forest City, finden jährlich insgesamt etwa 300 Beerdigungen statt.

### Bildung
Elf Elementary Schools, vier Middle Schools und fünf High Schools stehen den Schülern zur Verfügung.
Zudem befinden sich der Campus der University of Southern Maine, der privaten University of New England und des Maine College of Art in Portland. Das Maine College of Art wurde im Jahre 1882 als Ergänzung zum Kunstmuseum gegründet, es ist die älteste Kunstbildungseinrichtung in Maine.
Die Portland Public Library ist an fünf Standorten im Stadtgebiet verteilt.

## Persönlichkeiten
Portland ist die Geburtsstadt der Schriftsteller Henry Wadsworth Longfellow und Stephen King, des Komponisten John Knowles Paine, des Investmentbankers Edson Mitchell und der Schauspielerin Anna Kendrick. King hat Portland immer wieder in seine Werke integriert, indem er Teile der Handlung seiner Bücher dort geschehen lässt.

## Trivia
Portland hat per Votum einer Legalisierung des Handels mit Cannabis zugestimmt, wie dies unter ähnlichen Bedingungen zuvor schon in den Bundesstaaten Washington und Colorado geschehen war.
Die gleichnamige Stadt Portland in Oregon wurde von Francis Pettygrove aus Portland (Maine) gegründet, der die Stadt nach seiner Heimatstadt benannte.

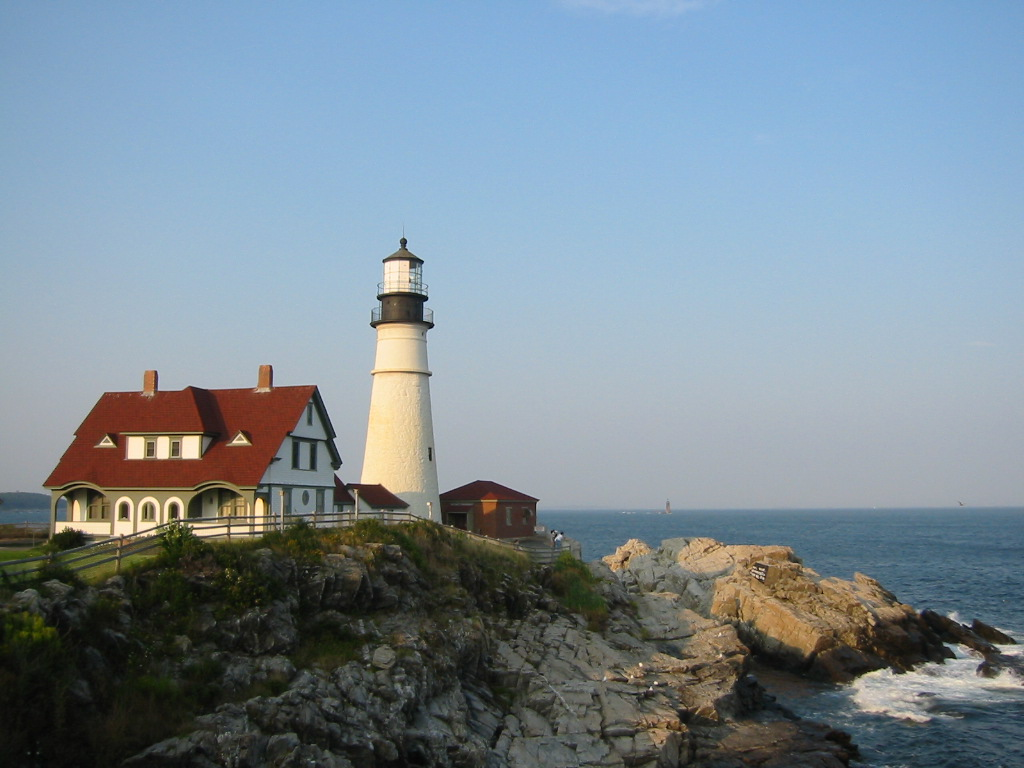
Portland Head Light
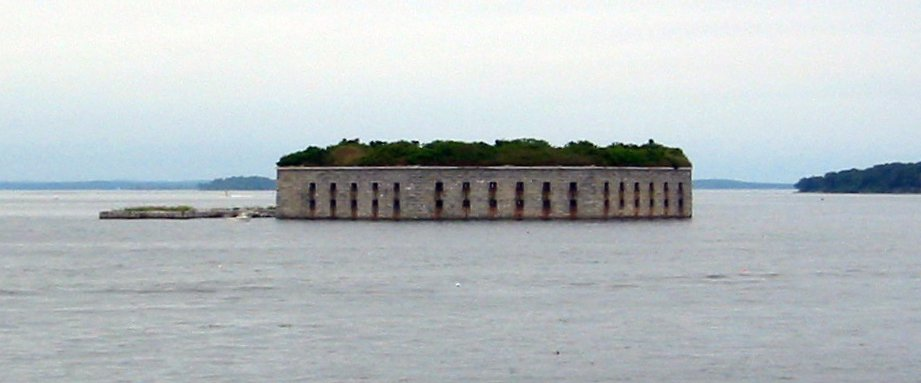
Fort Georges vor Portland
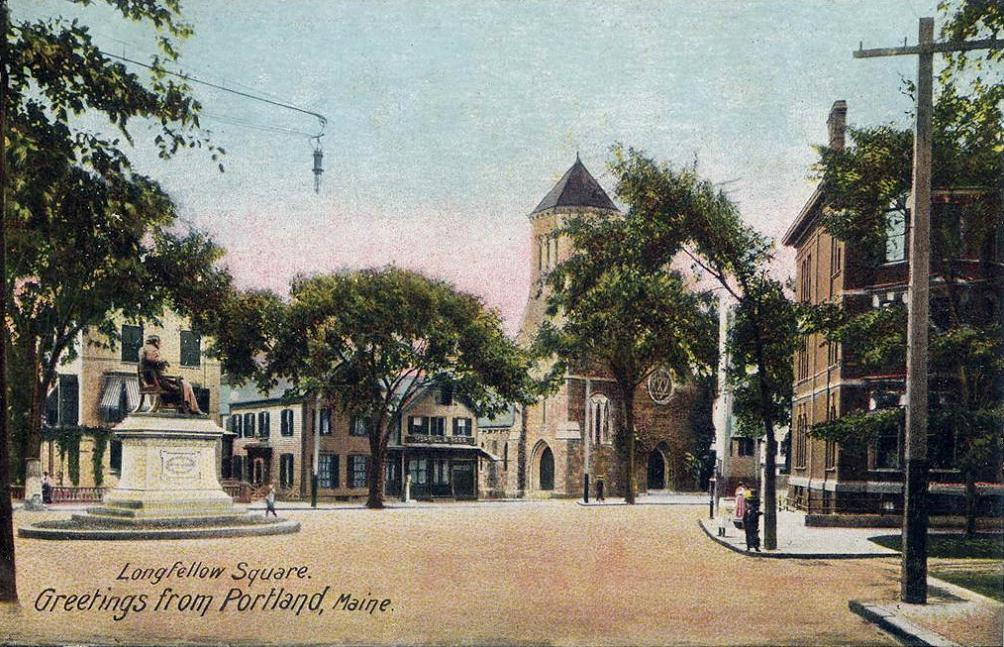
Longfellow Square 1906
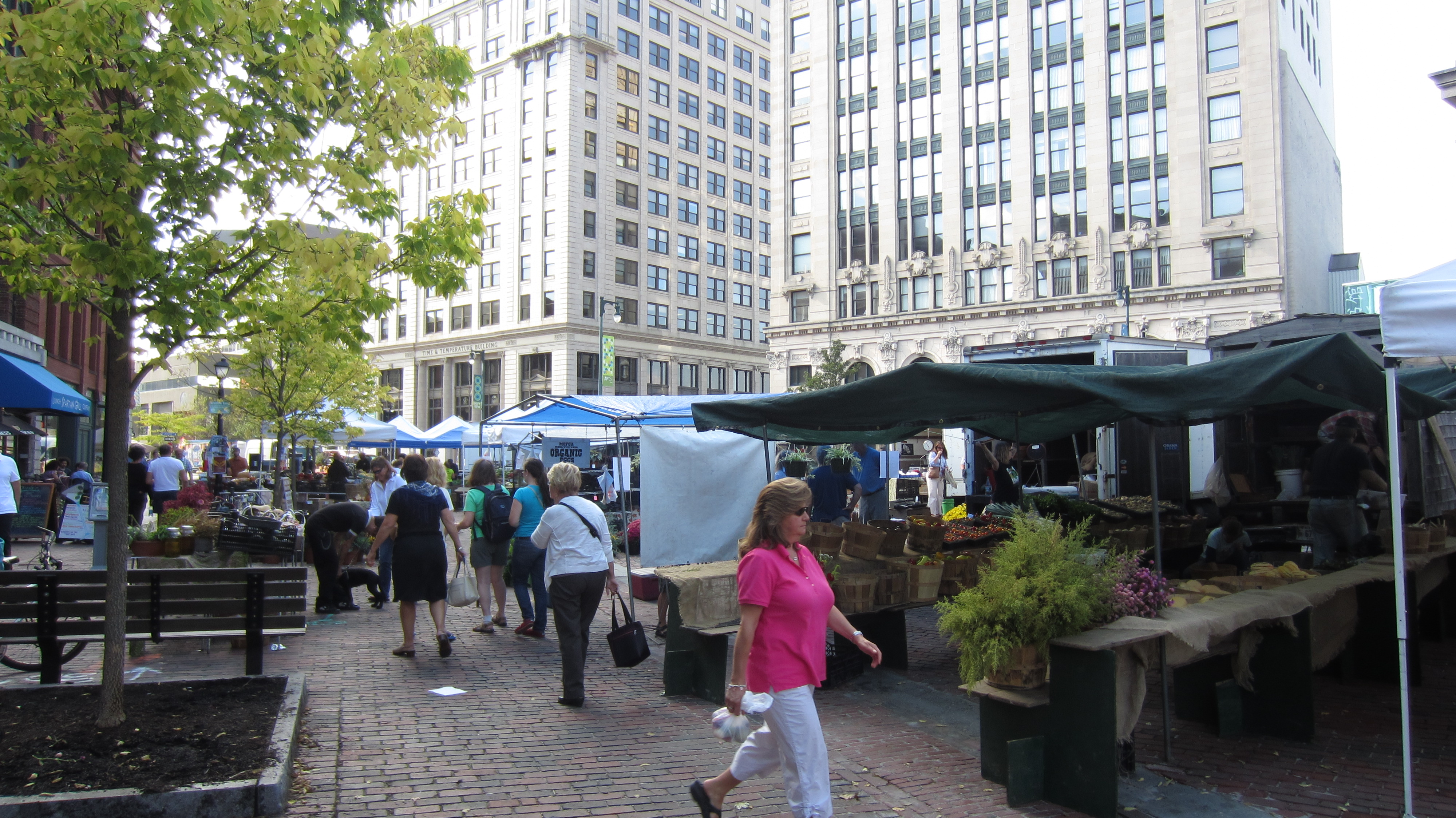
Farmers Market am Monument Square